# シク教徒

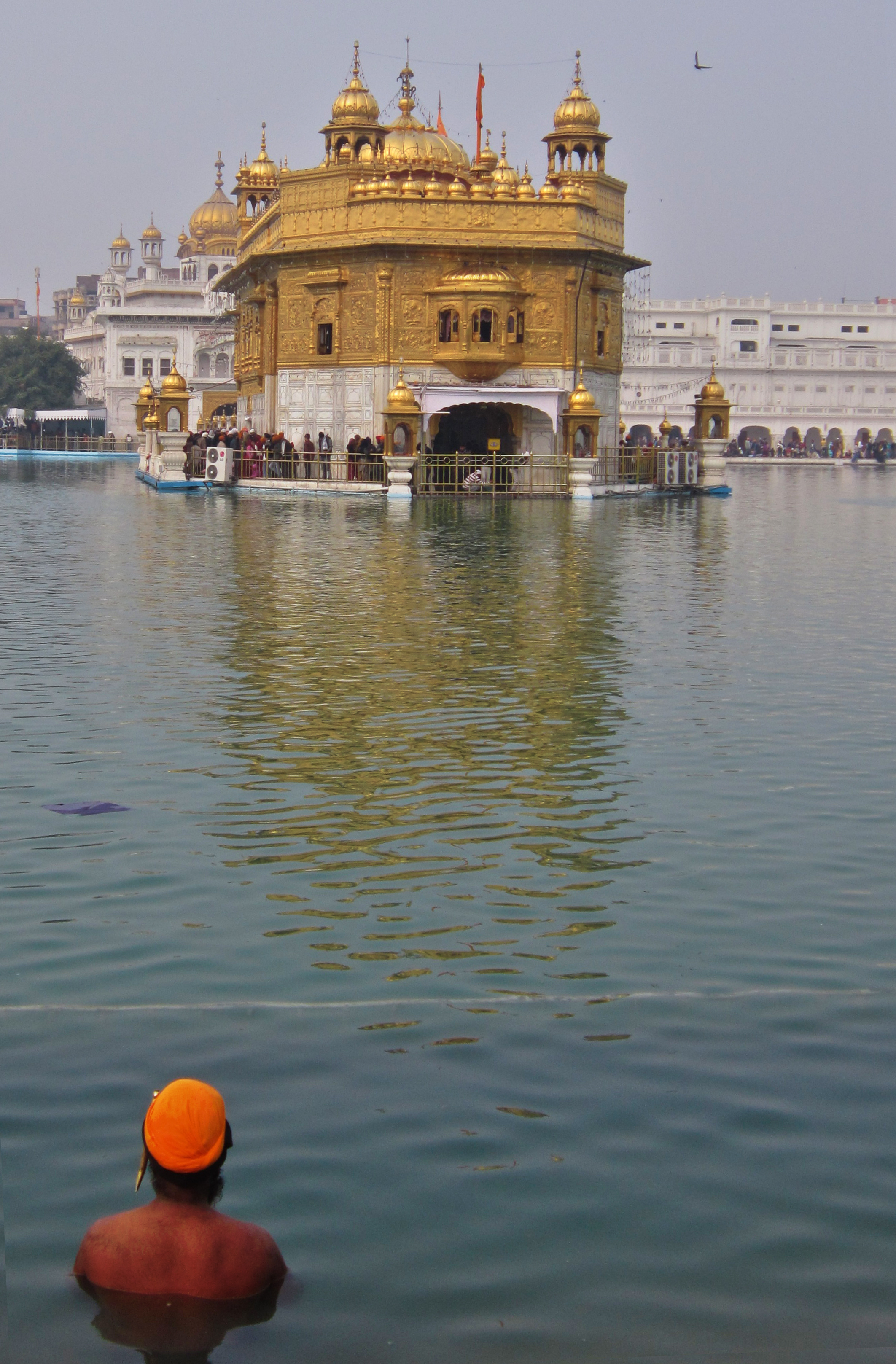
シク教徒の巡礼者。インド・アムリトサルのハリマンディル・サーヒブにて。

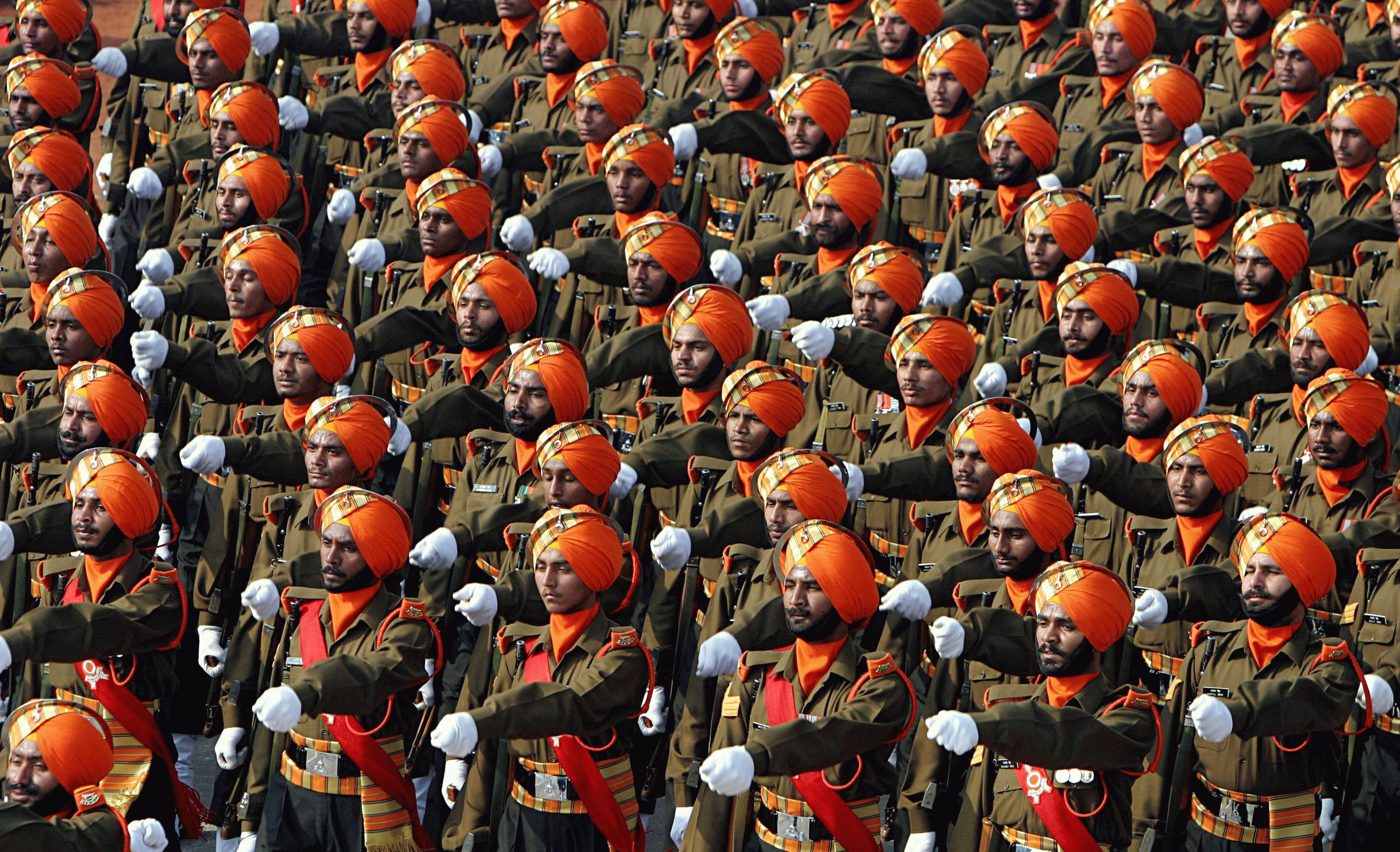
シク教徒で編成されたインド陸軍軽歩兵連隊。制帽としてターバンを着用している。

シク教徒（英語：Sikh、パンジャーブ語: ਸਿੱਖ、sikkh）は、シク教の信者である。シーク教徒とも表記される。
インドではヒンドゥー教徒に比べて少数派だが、富裕層が多く社会的に活躍する人が多い。
ターバン着用が戒律上の義務であるため、インド陸軍の軍装では軍帽に代わる「制式ターバン」が定められている。またイギリスでは、オートバイ運転時、ヘルメットを免除されている。
ヒンドゥー教が生来から帰依するものであるのに対して、シク教は改宗宗教であることから、異教徒やインド人以外に対しても布教が行われる。
教徒はインド全域に分布しているが、特に総本山ハリマンディルの所在地であるパンジャーブ地方に多い。信徒数は約2,400万人、日本には約2,000人ほどが居住しているとされる。アメリカ合衆国にも20-50万人のシク教徒がいて、3HOというシク教の団体もある。イギリスやカナダのように、国勢調査で調査対象の選択肢の一つにシク教を含んでいる国もあるなど、インド以外にも世界各国にシク教徒が多く居住している。2020年現在、アメリカ合衆国では、シク教徒を国勢調査上の「民族」の一つとして扱っている。
シク教成立時より裕福で教養があり教育水準の高い層の帰依が多かったことから、イギリス統治時代のインドでは、事実上の中間支配層と位置付けられ、官吏や軍人として登用されるなど社会的に活躍する人材を多く輩出する事となった。現在でも、職務等で海外に渡航したインド人に、ターバンを巻いたシク教徒が多く見られ、その事がターバンの着用がインド人の習俗である、という世界的なイメージにつながった。ムガル帝国時代に武器を持って戦っていたためともされるが技術的な事項に強い者が多く、インドのタクシー運転手にはシク教徒が多い。